# Notre-Dame-de-Briançon
Notre-Dame-de-Briançon of kortweg Briançon is een dorp en voormalige gemeente in het Franse departement Savoie. Ze is op 30 juni 1972 opgegaan in de nieuwe gemeente La Léchère. Bij de gemeentefusie werd Notre-Dame-de-Briançon de hoofdplaats. Het dorp heeft een spoorwegstation en wordt ontsloten door de N90. Het dorp bevindt zich op twee derde van de weg van Albertville naar Moûtiers.
Bonneval · Celliers · Doucy · Feissons-sur-Isère · Naves · Notre-Dame-de-Briançon · Petit-Cœur · Pussy